# II. Henrik leuveni gróf
II. Henrik (1020 körül – 1078 vagy 1079) középkori nemesúr, a németalföldi Leuveni Grófság uralkodója 1062-től haláláig.

## Élete
Apja II. Lambert leuveni gróf, anyja Lotaringiai Uda hercegnő, I. Gozelon alsó-lotaringiai herceg lánya. Egyes források szerint Lambert 1054-ben vesztette életét, amikor III. Henrik német-római császár az ellene lázadó V. Balduin flamand gróf és szövetségesei, köztük II. Lambert ellen vonult, és 1054 júniusában elfoglalta Tournai városát. Más források szerint csak 1062-ben vagy 1063-ban halt meg. II. Lambert halála után a grófi címet fia, Henrik örökölte.
II. Henrik uralkodásáról keveset lehet tudni, de az hainaut-i grófok örökösödési vitájában Richilde hainaut-i grófnőt és fiát, III. Arnulfot támogatta az ellene lázadó nagybátyja, Fríz Róbert, a későbbi flamand gróf ellenében. II. Henrik lánya, Ida később Richilde másik fiához, Balduinhoz ment feleségül, míg fia, Henrik I. Róbert lányát, Gertrudét vette feleségül.

## Családja
Felesége Adela van Betuwe (? – 1086 után), Eberhard, Betuwe grófjának lánya. Adela egyike volt azoknak, akik 1086-ban megalapították az affligemi apátságot. Házasságukból négy gyermek született:
- Henrik (? – 1095. február 5., Tournai), 1078-ban, apja halála után örökölte a grófi címet III. Henrik néven. 1086-ban anyjával együtt alapították meg az affligemi apátságot. 1095-ben Tournai városában lovagi torna közben halt meg. Felesége Gertrude, I. Róbert flamand gróf és Szász Gertrude lánya.
- Gottfried (? – 1139. január 25.), 1095-ben, bátyja halála után I. Gottfried néven örökölte a grófi címet, majd 1106-ban VI. Gottfried néven Alsó-Lotaringia hercege lett.
- Ida (? – 1139), 1084-ben feleségül ment II. Balduin hainaut-i grófhoz.
- Adalbert (? – 1128. január 1.), 1123-tól haláláig Liège püspöke.

## Fordítás
- Ez a szócikk részben vagy egészben  a   Henry II, Count of Leuven című angol Wikipédia-szócikk fordításán alapul.  Az eredeti cikk szerkesztőit annak laptörténete sorolja fel. Ez a jelzés csupán a megfogalmazás eredetét és a szerzői jogokat jelzi, nem szolgál a cikkben szereplő információk forrásmegjelöléseként.